# Alcithoe larochei
Alcithoe larochei is een slakkensoort uit de familie van de Volutidae. De wetenschappelijke naam van de soort is voor het eerst geldig gepubliceerd in 1926 door Marwick.